# Gerhard Barkhorn
Gerhard Barkhorn (ur. 20 marca 1919, zm. 8 stycznia 1983) – niemiecki pilot, as myśliwski II wojny światowej, drugi na liście najskuteczniejszych pilotów myśliwskich wszech czasów (po Erichu Hartmannie), oficer sił powietrznych III Rzeszy i Republiki Federalnej Niemiec.

## Początki kariery
Urodził się w Królewcu (obecnie w Rosji) w ówczesnych Prusach Wschodnich.
Karierę lotniczą rozpoczął w wieku 18 lat, wstępując w listopadzie 1937 do Luftwaffe, a w marcu 1938 do szkoły lotniczej. W październiku 1938 ukończył pierwszy etap nauki i rozpoczął doskonalenie myśliwskie, które ukończył pod koniec lata 1939. Jako świeżo promowany pilot we wrześniu 1939 otrzymał przydział do JG 2 (2 pułku myśliwskiego), gdzie po etapie treningu zaczął wykonywać loty bojowe. Ponieważ jednak nie wykazał się żadnymi pozytywnymi cechami myśliwca, dlatego w sierpniu 1940 został odesłany do 6/JG 52, z którą związał się na następne 2 lata.

## Bitwa o Anglię
Początek służby w JG 52 zbiegł się z rozpoczęciem bitwy o Anglię, w trakcie której wykonał 21 lotów bojowych, pozwalających na nabycie doświadczenia w trudnych warunkach. 28 października został zestrzelony i spędził w wodach kanału La Manche blisko 2 godziny, zanim go nie wyłowił statek ratowniczy.
Loty bojowe wykonane nad Anglią zwiększyły ogólną ilość misji przeprowadzonych przez Barkhorna do 38, zestrzeleń żadnych w tym czasie jednak nie uzyskał. Nie wydawał się w tym okresie materiałem na dobrego pilota myśliwskiego. Niski poziom kwalifikacji wynikał wtedy zarówno z braku praktyki i z trudnych warunków walki z wymagającym przeciwnikiem oraz z powodu braku nawyku agresywnego latania i poważnych problemów z prowadzeniem ostrzału nieprzyjacielskich celów w powietrzu. Przyswoił sobie jednak w tym czasie zasady latania i walki w grupie, dzięki czemu udało mu się przeżyć ten ciężki okres.

## Front wschodni

### Trudne początki
Po agresji Niemiec na Związek Sowiecki Barkhorn zyskał możliwość osiągnięcia pierwszych sukcesów. Jednak sukcesy te przychodziły opornie. W jednej z pierwszych walk przeciw lotnictwu radzieckiemu Barkhorn natknął się na bombowiec, do którego wystrzelał cały zasób amunicji, nie uzyskując żadnych trafień, ponieważ prowadził ogień ze zbyt dużej odległości. Stał się przez to obiektem docinków i drwin ze strony kolegów-lotników. Wiele następnych akcji również nie przyniosło rezultatów, pozwoliły mu jednak na gromadzenie doświadczeń.

### Pierwsze sukcesy
W końcu, wykonując swój 120 lot bojowy, w dniu 2 lipca 1941 Barkhorn uzyskał pierwsze zwycięstwo. Od tego czasu szło mu coraz lepiej – wydarzenie to pozwoliło mu przełamać bariery i zapoczątkowało zmianę stylu latania na bardziej zdecydowany i ofensywny, zaczął też nabierać pewności siebie, lekkości i precyzji w prowadzeniu myśliwca w walce.
Do końca 1941 miał już na koncie 10 zwycięstw, a l marca 1942 roku objął dowództwo 4/JG 52.

### Sukcesy nad Donem, Kubaniem i Krymem
Przełom w jego karierze asa myśliwskiego miał miejsce latem 1942 nad zakolem Donu. W maju zdobył 7 zestrzeleń, w czerwcu 16, a w lipcu, podczas walk nad Rostowem nad Donem i Kubaniem, zgłosił już 31 strąceń. Wówczas to uzyskał swoje 2 pierwsze błyskotliwe sukcesy: 19 lipca zgłosił sześć zestrzeleń, w tym dwa myśliwce typu Hurricane (tego dnia udało mu się przekroczyć próg 50 strąceń), a dnia następnego – pięć sukcesów. Ale już 5 dni później jego Bf 109 F-4 (W.Nr 13388, biała 5-ka) został trafiony podczas walki powietrznej, a on sam – ranny. Pomimo tego w akcji ponownie znalazł się przed 20 sierpnia, a już 23 dnia tego miesiąca został odznaczony Krzyżem Rycerskim za 64 zwycięstwa. Wraz z odznaczeniem otrzymał dwumiesięczny urlop, który poświęcił m.in. na kurację. Do wykonywania lotów na froncie powrócił na początku października 1942 i do końca tego roku zgłosił 38 następnych zwycięstw, w tym 17 w grudniu podczas zmagań o utrzymanie frontów na zachód od Stalingradu. 19 grudnia 1942 zgłosił swoje 100. zwycięstwo. Pierwsze zestrzelenie w 1943 wywalczył 9 stycznia, ale szybko okazało się ono niezwykle cenne, gdyż Ministerstwo Lotnictwa Rzeszy przyznało mu za nie Liście Dębu do Krzyża Rycerskiego w dniu 11 stycznia.
Osiągnięcia Barkhorna w 1942 pozwoliły mu wybić się na jedno z czołowych miejsc pośród najskuteczniejszych asów Luftwaffe tego okresu. Dotyczy to zwłaszcza sukcesów z lipca i grudnia 1942, kiedy to zdobył jedne z najlepszych miesięcznych wyników. Barkhorn niemal nigdy nie mógł pochwalić się „łańcuszkowymi” zwycięstwami, jakie stały się udziałem innych niemieckich asów. Jedynymi wyjątkami były tylko dwa powyżej wspomniane dni lipca. Powolne tempo punktowania było wynikiem taktyki prowadzenia ognia, stosowanej przez Niemca. Barkhorn strzelał pewnie, długimi seriami z krótkich dystansów, poświęcając dużo amunicji i wiele czasu na całkowite zniszczenie ofiary. To, iż udawało mu się wywalczyć nieprzeciętne sukcesy, zawdzięczał nie błyskotliwemu działaniu, jak to było w przypadku innych czołowych asów Luftwaffe, lecz ciągłemu wiszeniu w powietrzu.
Barkhorn podobnie działał wiosną 1943 nad Kubaniem, gdzie dane mu było nieco znaczniej powiększyć konto zestrzeleń. Ale swoje największe sukcesy odniósł dopiero w drugiej połowie 1943, gdy jego II/JG 52, nad którą dowództwo objął 1 września, samotnie zwalczała silne ugrupowania lotnictwa radzieckiego. Najliczniejsze zwycięstwa odniósł w okresach wzmożonej działalności ofensywnej przeciwnika nad Krymem w sierpniu, listopadzie i grudniu. W miesiącach tych zameldował o 75 zestrzeleniach, w tym najwięcej – bo 28 z nich – zdobył w grudniu. Tymczasem udało mu się wywalczyć swoje jubileuszowe sukcesy: 150 miało miejsce 8 sierpnia, a 200 w dniu 30 listopada. W okresie tym tylko raz osiągnął nieprzeciętny rezultat – 28 grudnia zameldował o 7 strąceniach. Ponieważ jednak walki nad Krymem nie cichły również i na początku 1944, dlatego też wciąż powiększał konto swoich zwycięstw. 1 stycznia 1944 udało mu się osiągnąć jeden z największych swoich sukcesów, gdy w 10 minut zgłosił zwycięstwa nad 3 radzieckimi bombowcami. Później już nigdy nie powtórzył tego wyczynu. 23 stycznia zdobył 238. zestrzelenie w 1000. locie, ustanawiając w ten sposób swoisty rekord, albowiem żaden inny pilot myśliwski niemieckiej Luftwaffe nie wykonał przed nim tak wielu misji. W następnym miesiącu, 23 lutego, udało mu się wygrać kolejny pojedynek, który przyniósł mu 250. zestrzelenie. Dzięki temu Barkhorn ponownie pojawił się na czołówkach doniesień niemieckich mediów, albowiem tylko 2 innych asów zgłosiło tyle sukcesów. Byli to Walter Nowotny i Günther Rall. 2 marca 1944 za ten wyczyn przyznano Barkhornowi Miecze do Krzyża Rycerskiego i dwumiesięczny urlop.

### Porażki

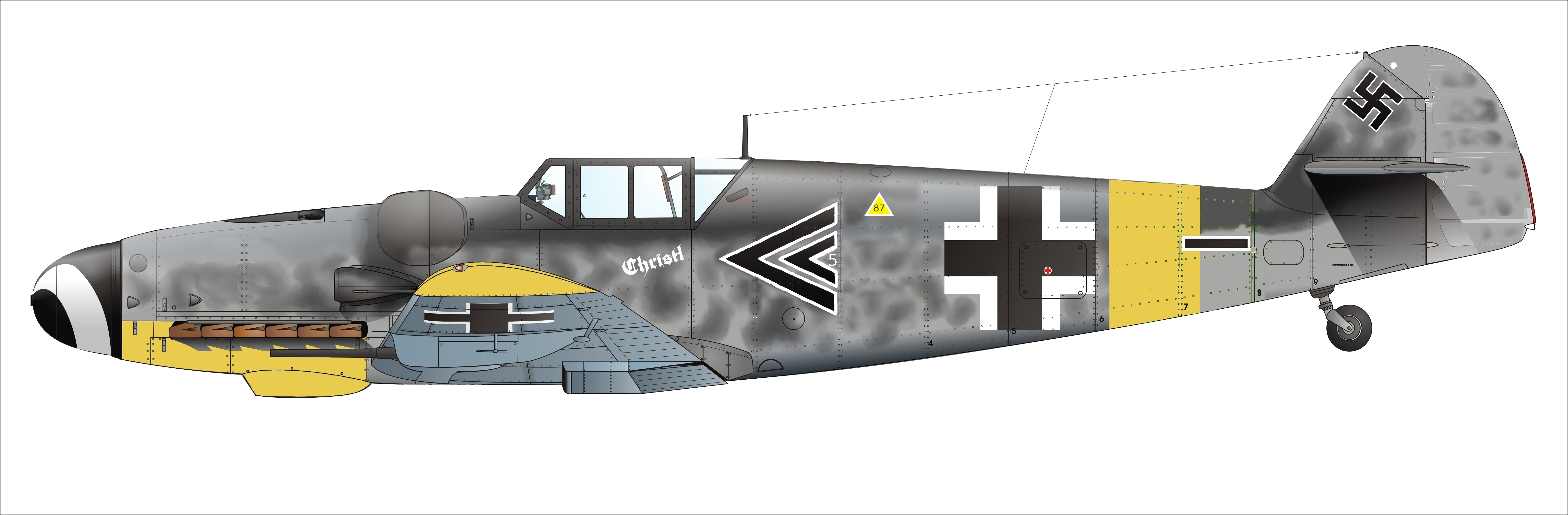
Bf 109 G-6 Gerharda Barkhorna, listopad 1943

Wszystkie te osiągnięcia nie znaczą jednak, że Barkhorn stał się pilotem doskonałym. 31 maja 1944 roku na skutek braku uwagi wynikającej, jak stwierdził po wojnie, z dużego zmęczenia, które mu towarzyszyło tego dnia (w którym wykonał już 5 lotów i strącił 4 samoloty wroga), został zestrzelony i poważnie ranny. Popełnił wtedy szkolny błąd – przestał oglądać się do tyłu, mimo że wiedział, iż gdzieś za sobą ma przeciwników. W wyniku tego błędu został zestrzelony bez większych problemów przez sowieckiego P-39. Zmuszony został do przymusowego lądowania w przygodnym terenie na swoim uszkodzonym Bf 109 G-6 (W.Nr 163195, podwójny winkiel z białą 5-ką), który podczas tego lądowania został niemal doszczętnie zniszczony.

## Ostatnie miesiące wojny
Po prawie półrocznej rekonwalescencji „Gerd” powrócił do wykonywania lotów bojowych jako dowódca II/JG 52 i do czasu jej opuszczenia 15 stycznia 1945 uzyskał jeszcze 50 strąceń, w tym 275. sukces w dniu 14 listopada i 301. zestrzelenie 5 stycznia.
Wraz z odejściem z JG 52 Barkhorn został promowany na dowódcę JG 6 stacjonującej wówczas w Sorau (obecnie Żary). Funkcję tę pełnił do połowy kwietnia. Wtedy to został namówiony przez Gallanda do wstąpienia do JV 44 – jednostki myśliwców odrzutowych Me 262. Podczas wykonywania drugiego z lotów bojowych, a ostatniego w swojej karierze, przeprowadzonego najprawdopodobniej 17 kwietnia 1945 roku, Barkhorn został ponownie ranny. Podczas starcia z amerykańskimi myśliwcami Mustang jeden z silników jego myśliwca uległ awarii, co w konsekwencji zmusiło go do wyjścia z walki. Uciekając przed pościgiem „Gerd” musiał zanurkować do samej ziemi, a tam przymusowo lądować w przygodnym terenie, co skończyło się kolejnym zranieniem niemieckiego pilota.
Ze względu na nawał obowiązków związanych z dowodzeniem pułkiem, jak i z brakiem praktyki walki na Me 262, Barkhorn aż do zakończenia wojny nie uzyskał żadnego dodatkowego zestrzelenia, lotów bojowych także nie wykonał wielu.

## Podsumowanie
Ogółem w trakcie wojny Gerhard Barkhorn wykonał 1800 lotów bojowych, stoczył 1104 walki powietrzne i uzyskał 301 zwycięstw. Sam był zestrzeliwany dziewięć razy, raz skakał ze spadochronem, a trzy razy został ranny. Za swoją najcięższą walkę uznał starcie stoczone w lutym 1943 roku, na wschód od Rostowa nad Donem. Jego przeciwnikiem w tej walce okazał się radziecki as myśliwski Aleksiej Wasiljewicz Aleluchin, pilot elitarnego 9 GlAP, latającego na ŁaGG-3. Po wojnie Barkhorn wspominał, że walka powietrzna dwóch asów trwała 45 minut, zmusiła obu przeciwników do zastosowania wszystkich znanych manewrów wyższego pilotażu i była skrajnie wyczerpująca, zarówno fizycznie, jak i psychicznie dla obu przeciwników. Ostatecznie pozostała nierozstrzygnięta.

## Po wojnie
Po wojnie przebywał w obozach jenieckich. W 1956 został przyjęty do odradzającej się zachodnioniemieckiej Luftwaffe, gdzie dosłużył się stopnia generała porucznika. Był m.in. dowódcą Jabo 31 (31 pułku lotnictwa myśliwsko-bombowego) Bölke. Karierę zakończył jako szef sztabu 4. skrzydła lotnictwa taktycznego NATO. Odszedł na emeryturę w 1975. Z żoną dochował się dwóch córek.
Zmarł dwa dni po wypadku samochodowym we Frechen koło Kolonii, w którym został ciężko ranny. W wypadku tym zginęła jego żona Christl (której imię zawsze widniało pod kabiną jego samolotów). Wraz z nią został pochowany w Tagernsee w Bawarii.

## Odznaczenia
- Krzyż Rycerski Krzyża Żelaznego z Liśćmi Dębu i Mieczami
  - Krzyż Rycerski – 23 sierpnia 1942
  - Liście Dębu (nr 175) – 11 stycznia 1943
  - Miecze (nr 52) – 2 marca 1944
- Krzyż Niemiecki w Złocie – 21 sierpnia 1942
- Krzyż Żelazny I Klasy – 3 grudnia 1940
- Krzyż Żelazny II Klasy – 23 października 1940
- Czarna Odznaka za Rany
- Złota odznaka pilota frontowego Luftwaffe z liczbą „1000”
- Odznaka pilota-obserwatora Luftwaffe
- Puchar Honorowy Luftwaffe – 20 lipca 1942
- Wstęga naramienna „Africa”
- Wymieniany dwukrotnie we wspomnieniach imiennych Wehrmachtbericht